# Música das esferas

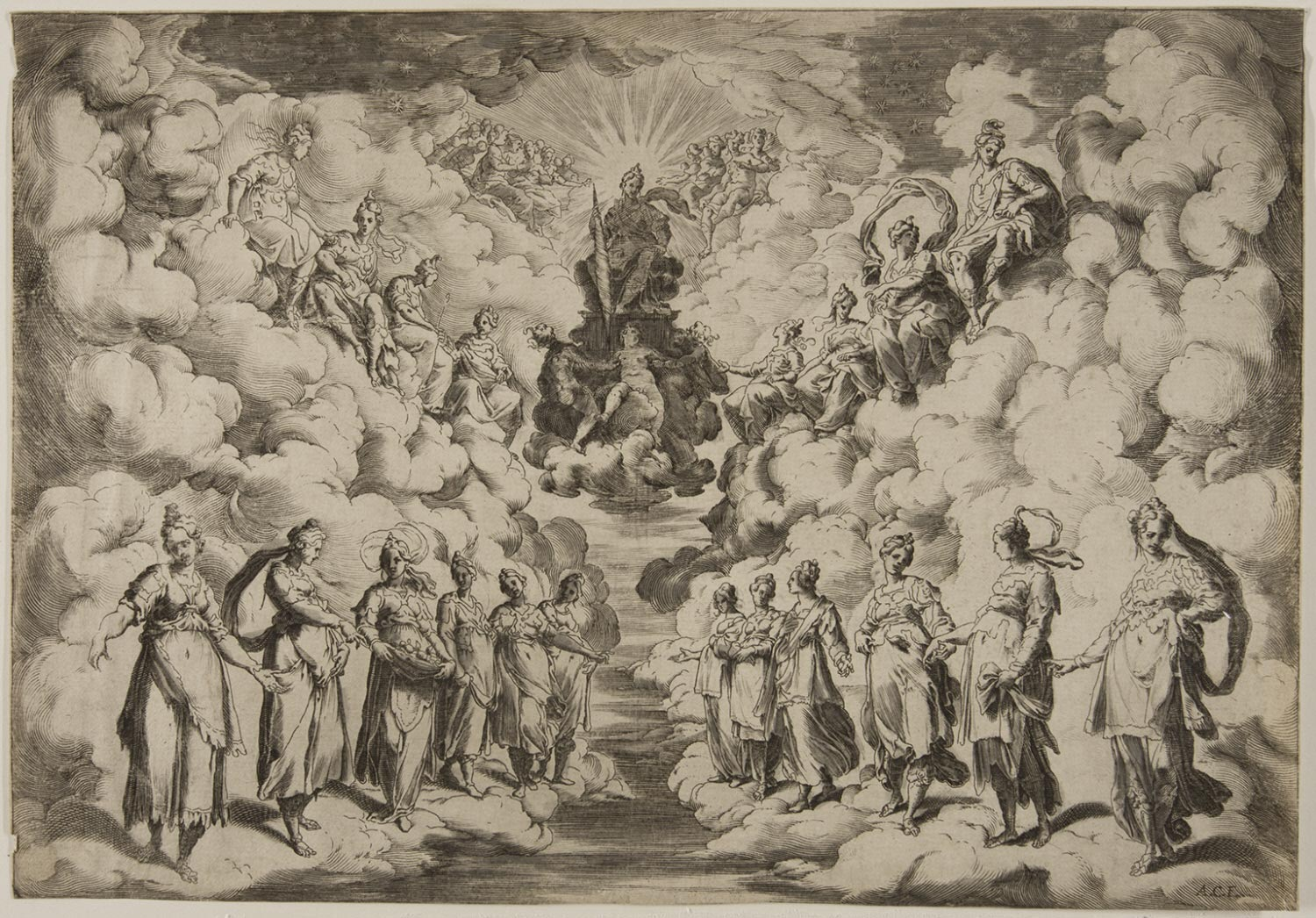
Uma alegoria da música das esferas, gravura de Agostino Carracci a partir de original de Andrea Boscoli.

A música das esferas, também conhecida como harmonia das esferas ou música universal, é um antigo conceito definido pelos gregos que postula a existência de uma harmonia divina e matemática entre o macrocosmo e o microcosmo.
A origem do conceito é na verdade imemorial. Segundo Dominique Proust, do Observatório de Meudon, desde que seres humanos se desenvolveram o suficiente para perceber a regularidade do curso dos astros no firmamento, como os movimentos estelares no céu noturno, as fases da Lua e o nascimento e ocaso do Sol, iniciou-se o estabelecimento de sociedades cujas leis e costumes se basearam nesta sucessão regular de eventos, que se tornavam balizas para organizar a vida em comunidade e logo foram associados a ideias de ordem e harmonia supra-humanas que os seres humanos deveriam tentar imitar na Terra. Porém, somente com a civilização grega formou-se uma associação definida entre a mecânica celeste e a música, quando a filosofia abstrata ganhava corpo e o surgimento de novas ideias não mais dependia exclusivamente da observação da natureza.
A escola filosófica da Jônia, onde se destacaram pensadores e cientistas como Tales de Mileto, Anaximandro, Anaxímenes, Diógenes de Apolônia, Anaxágoras e Arquelau, absorvendo tradições babilônicas, manteve um marcado interesse pela descrição do mundo e pela tentativa de unificar os fenômenos observados sob uma lei geral, sendo profundamente afetados pela beleza e harmonia que viam no mundo natural. Na mesma época Pitágoras, atuando na Magna Grécia, em suas pesquisas sobre astronomia, matemática, acústica e música, foi talvez o primeiro a estabelecer um elo entre a regularidade dos eventos celestes e as proporções matemáticas que regulavam as consonâncias e dissonâncias musicais. Tentando explicar o funcionamento do mundo, veio a conceber a ideia de que o cosmos era um imenso mecanismo de origem divina e estrutura unificada, estabelecendo, como descreveu Günter Berghaus, 

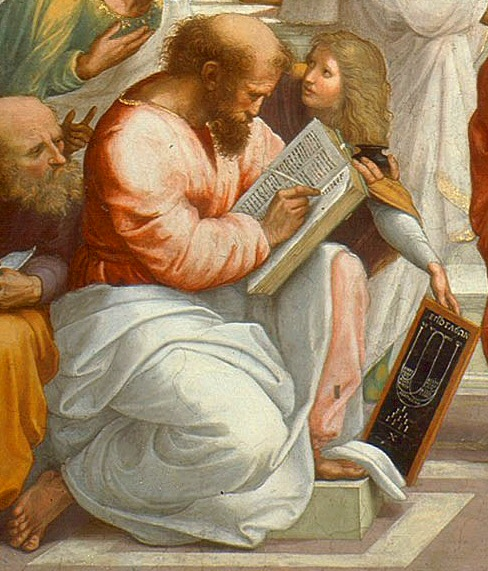
Pitágoras com sua tabela de proporções. Detalhe no mural A Escola de Atenas, de Rafael. Vaticano.

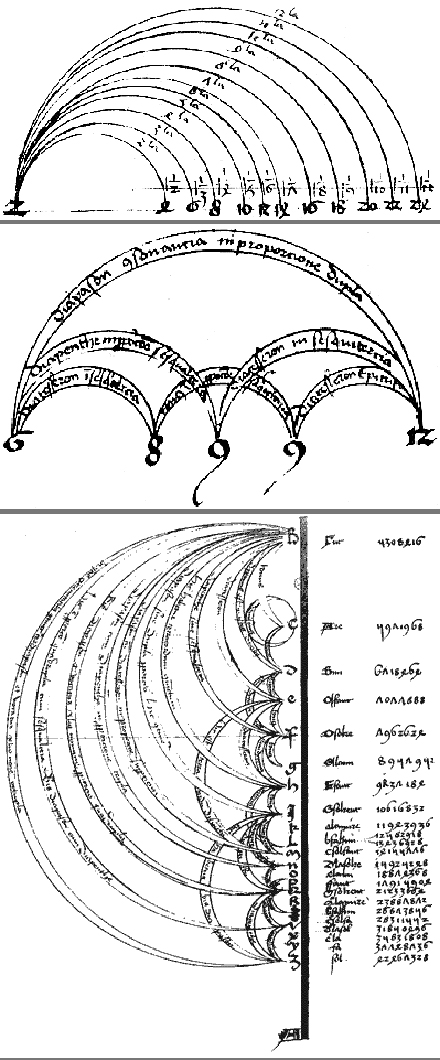
Esquemas de proporções matemático-musicais de Johannes de Muris, um dos grandes teóricos da Ars Nova.

"Um princípío unificador que estava na raiz de todas as coisas e constituía a causa original do Ser. O princípio original (arche) além do cosmos ele supôs que fosse o número (arithmos). Os pitagóricos acreditavam que todas as coisas eram mensuráveis em termos numéricos e que todos os elementos do universo se relacionavam entre si em proporções (harmonia) numéricas. [...] Para os pitagóricos, todo o cosmos é baseado nas relações entre os números 1, 2, 3 e 4. Esta tétrada serve como o ideograma da Criação in toto. É através do número que a unidade como principio primordial do Ser se estende para o mundo material e se torna multiplicidade. Mas o mundo material, sendo uma entidade física, deve ter um limite. Este limite é inerente nos números 1, 2, 3 e 4. Eles criam o ponto, a linha, o plano e o volume. Somando-os, 1 + 2 + 3 + 4 = 10, exaurimos os limites da dimensão física. Não há nenhum número além de 10 que não esteja implícito na tétrada. Nada pode ser acrescentado que não exista como uma combinação destes quatro números. A tétrada e a década, portanto, são os modelos da perfeição".
Em sua época eram conhecidos apenas os planetas visíveis a olho nu: Mercúrio, Vênus, Marte, Júpiter e Saturno. Segundo sua teoria, eles, mais o Sol e a Lua, giravam em torno da Terra. Tendo estabelecido a existência de sete notas na escala musical, ele as associou aos planetas, que calculou se moverem em velocidades que tinham a mesma relação entre si que as notas da escala musical, identificando Saturno com a nota si, Júpiter com dó, Marte com ré, o Sol com mi, Mercúrio com fá, Vênus com sol e a Lua com lá. Uma oitava sonoridade derivaria do conjunto dos sons gerados pela revolução das esferas celestes. No entanto, isso não implicava que esta música fosse audível pelos ouvidos humanos, era antes um conceito abstrato perceptível pelo intelecto, que para Pitágoras, não obstante, consistia no segredo mais profundo da estrutura do cosmos.
Pitágoras fez escola, e a partir dele outros filósofos consolidaram e difundiram a ideia de que a música era uma arte que tinha implicações de ordem cosmológica, metafísica e moral. A música, para eles, tinha o poder de influir efetivamente no mundo e na disposição das pessoas, e por isso os músicos deveriam reproduzir a harmonia celeste em suas composições em nome da preservação da ordem social e da formação do bom cidadão. Ao mesmo tempo, rapidamente esta "matemática divina" penetrou no campo da estética, associando as proporções "perfeitas" à beleza, influenciando decisivamente as artes visuais, a dança e a arquitetura, e impregnou também a filosofia política, com a harmonia sendo considerada a base do Estado ideal.
Platão retomou a teoria, dando-lhe força e prestígio, em seus diálogos Timeu e A República, postulando que o universo fora criado a partir das proporções matemáticas descobertas por Pitágoras, e reiterando a representação do cosmos como uma escala musical. O romano Cícero deu nova vida à música das esferas em sua fábula O Sonho de Cipião, que ganhou vasta popularidade, e nas palavras de Jamie James, "se Platão estabeleceu a visão pitagórica do cosmos musical na corrente principal do pensamento superior, com O Sonho de Cipião ela se tornou um lugar-comum. Depois de Cícero encontra-se o conceito em toda parte". O cristianismo apropriou-se de suas formulações para organizar sua cosmologia, e Boécio e santo Agostinho, no fim do período Clássico, fizeram outras sistematizações importantes que constituíram a base da teoria musical até o fim do Renascimento.
Esta doutrina, a despeito de seus opositores, teria vastas repercussões ao longo de milênios, com desenvolvimentos em muitos outros campos do saber. Com o passar do tempo, acompanhando a expansão do conhecimento, os defensores dos conceitos de Pitágoras operaram muitas transformações na ordenação e significado dos seus elementos e ampliaram enormemente suas associações. A despeito dessas mudanças e adaptações, apontando para um princípio unificador de toda a natureza e para uma correspondência entre os mundos superiores e a vida na Terra, uma correspondência de caráter ético, maravilhoso, idealista, harmônico e divino, manteve-se a música das esferas como um conceito atraente e popular, que contribuiu para impulsionar o desenvolvimento da ciência, da filosofia e das artes. Aristóteles, Plotino, Dionísio Areopagita, santo Ambrósio, santa Hildegarda de Bingen, Philippe de Vitry, Escoto Erígena, Dante Alighieri, Roger Bacon, Nicolau Copérnico, Marsilio Ficino, Leonardo da Vinci, Johannes Kepler, Galileu Galilei, Athanasius Kircher, Isaac Newton, William Herschel, Emmanuel Kant e uma multidão de outros teólogos, teóricos da música, cientistas, filósofos, literatos e artistas trabalharam sobre esta ideia. Um exemplo da expansão tardia do conceito original é o comentário de Robert Fludd em 1619:

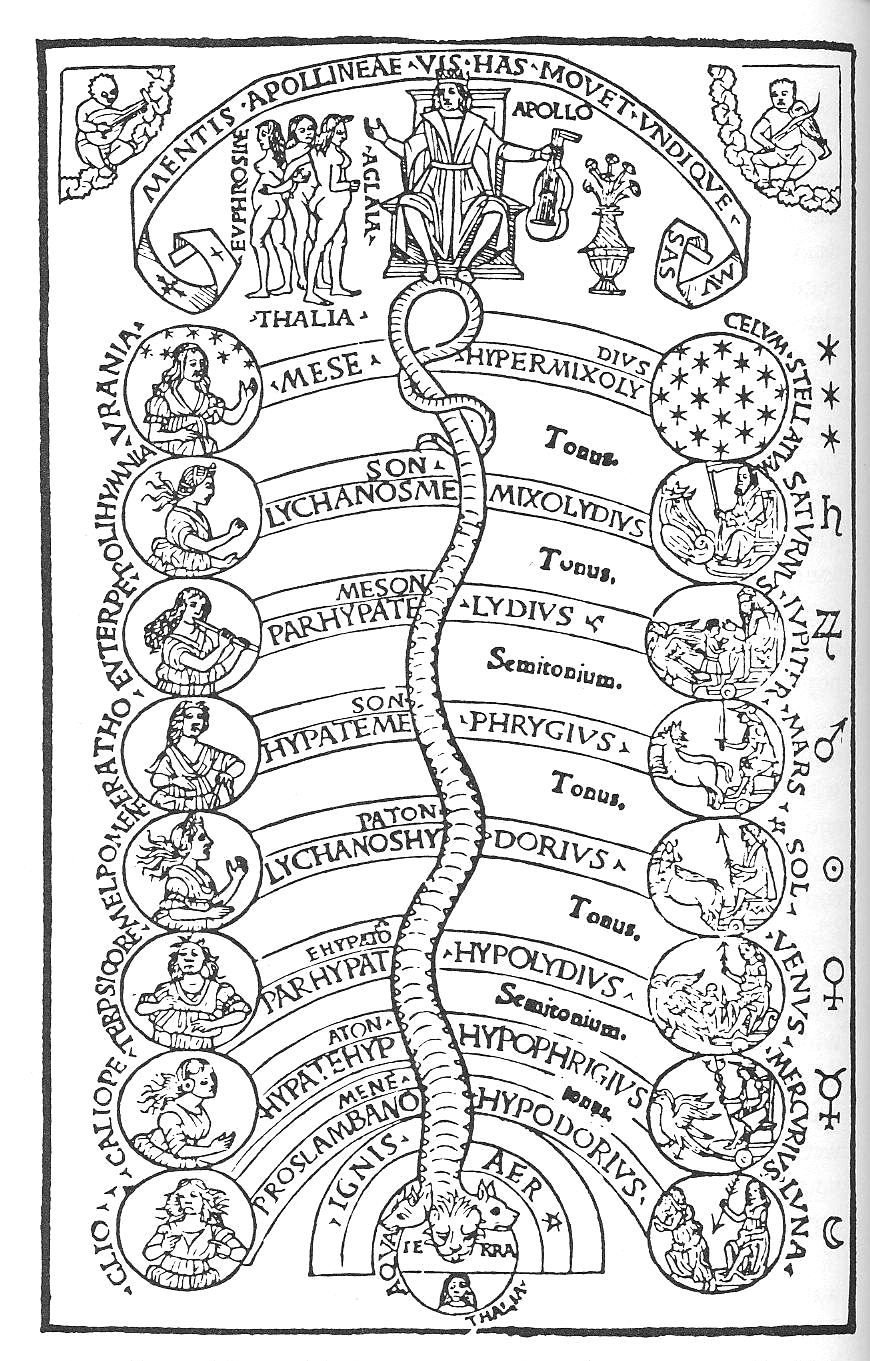
Gravura renascentista mostrando a correspondência entre as Musas, os planetas e os modos musicais.

"A mente divina desce através de hierarquias e carrega a natureza de seus componentes até o corpo humano. Assim, o microcosmo é criado em correspondência do macrocosmo. A oitava é o elo pelo qual Deus liga a música humana à música das esferas. Os decrescentes graus de espiritualidade são ordenados em três diapasões, que refletem a tríplice divisão da alma humana: a esfera espiritual corresponde às nove hierarquias angélicas; a esfera intermediária, ou racional, corresponde aos quatro elementos. A descida de Deus até o corpo humano passa por seis estágios: a) mente pura, b) intelecto, c) espírito racional, d) alma intermédia, e) forças vitais, f) o corpo, como receptáculo de todas as coisas".
Na Europa a música permaneceria um campo fortemente vinculado aos estudos matemáticos até o século XIX, e a ideia da música como uma arte moral continuou em alta no século XX. A descoberta de outros planetas e os extraordinários avanços recentes da astronomia, se revolucionaram a concepção do cosmos e a teoria original de Pitágoras, pouco abalaram, contudo, o fascínio que a ideia básica sempre exerceu, continuando popular na contemporaneidade, sofrendo releituras por compositores destacados como por exemplo Karlheinz Stockhausen, Paul Hindemith e John Cage, sendo adotada por adeptos de correntes esotéricas e revisitada por pensadores de diversas afiliações. Uma das mais intensas buscas da ciência contemporânea é estabelecer uma nova "teoria de tudo" que harmonize a física clássica, a relatividade geral e a física quântica, um anelo que é um eco distante da música das esferas intuída desde os albores da civilização. Para Jacomien Prins,
"Através da história, a música das esferas tem sido sempre um excelente meio de complementar e embelezar a vida comum. Precisamente porque ninguém jamais a ouviu ou ouvirá, a metáfora de uma música inaudível tem sempre funcionado interativamente com o assunto que designa, evocando associações entre diferentes campos de ideias e assim produzindo novos significados".